# Thomas Röper
Thomas Röper (* 26. November 1971 in Bremen) ist ein in Sankt Petersburg lebender deutscher Sachbuchautor und Blogger. Er gilt als „Kreml-treuer“ Verbreiter von Desinformation wie nachweislich falschen Behauptungen, Verschwörungstheorien und russischer Regierungspropaganda. Seit 2018 betreibt er das Blog Anti-Spiegel. Er wurde im Jahr 2025 von der EU sanktioniert.

## Biografie
Röper arbeitete ab 1994 in der Versicherungsbranche, ab 1998 meist in Russland. Weitere Belege für Ausbildung und Karriere sind nicht bekannt. Er lebt seit 1998 mit einigen Unterbrechungen in Sankt Petersburg und spricht neben Deutsch auch fließend Russisch und Englisch.
Seit 2018 betreibt er das Blog Anti-Spiegel und  verbreitet über diesen Blog oft falsche Behauptungen, gezielte Desinformationen, Verschwörungstheorien und russische Regierungspropaganda. Röper beteiligt sich auch mit seinem Blog an verschiedenen Sendungsformaten auf dem verschwörungsideologischen Internetportal NuoViso/NuoFlix. Laut Belltower.News ist der Feind von Röpers „Anti-Spiegel“ das Magazin Der Spiegel, das er als Beispiel der „etablierten Mainstream-Medien“ und der „Lügenpresse“ sieht, das sich von einem „Sturmgeschütz der Demokratie“ zu einem „Sturmgeschütz der NATO“ entwickelt habe. Laut Belltower-News verachtet er die pro-westliche und negative Berichterstattung über Russland, der „Anti-Spiegel“ versteht sich als Gegenstück dazu, möchte Sachverhalte „richtigstellen“ und die Reputation des Kremls retten. Dem russischen Präsidenten Putin hat er dafür ein Buch gewidmet.
Thomas Röper tritt regelmäßig im russischen Staatsfernsehen auf, so auch im TV-Sender Swesda des russischen Verteidigungsministeriums. Er bestritt im Jahr 2022, Beziehungen zur russischen Regierung zu haben. Er ist mit dem von Russland finanzierten Auslandssender RT DE vernetzt, so finanzierte und produzierte RT DE die wöchentliche Sendung Anti-Spiegel-TV (2023–2025).
Über Telegram hatte Thomas Röper im Juni 2022 rund 74.000 Follower.
Er arbeitet mit Alina Lipp zusammen, die ebenso pro-russische Propaganda verbreitet.

### Sanktionen der EU
Thomas Röper wurde am 20. Mai 2025 vom Europäischen Rat auf die Sanktionsliste der EU gegen Russland gesetzt. Er verbreite „systematisch Fehlinformationen über den Angriffskrieg Russlands gegen die Ukraine und spricht der ukrainischen Regierung die Legitimation ab, insbesondere im Hinblick auf die Manipulation der öffentlichen Meinung in Deutschland in Bezug auf Unterstützung für die Ukraine“. Er habe die illegale Annexion ukrainischer Gebiete durch Russland legitimiert und sich an der Kampagne zu den Scheinreferenden über einen Beitritt zur Russischen Föderation beteiligt. Für die russische Regierung sei er dazu zu Propagandazwecken bei UN-Treffen als Sprecher tätig gewesen. Die Sanktionen umfassen Reisebeschränkungen, das Einfrieren von Vermögenswerten sowie das Verbot der Bereitstellung von Geldern oder anderen wirtschaftlichen Ressourcen. Neben Röper wurde auch Alina Lipp sanktioniert.

## Verbreitung von Falschnachrichten während der Coronaviruspandemie

### Falschbehauptung zur Zulassung von Bestandteilen der mRNA-Impfstoffe
Im Jahr 2021, während der COVID-19-Pandemie, behauptete Thomas Röper fälschlich, dass einige Bestandteile von mRNA-Impfstoffen, insbesondere die Lipide ALC-0159 und ALC-0315, nicht für die Anwendung beim Menschen zugelassen seien. Er berief sich dabei auf den angeblichen Hersteller Echelon Biosciences, ohne eine Anfrage an das für Impfstoffe in Deutschland zuständige Paul-Ehrlich-Institut (PEI) zu stellen. Matthias Bau und Sophie Timmermann betonten in einem Faktencheck für das Recherchezentrum Correctiv, dass dies eine Falschnachricht sei. Demnach produziert Echelon diese Substanzen überhaupt nicht. Correctiv: „Das Material, das Echelon Biosciences herstellt und verkauft, wird nicht in der Impfstoffproduktion benutzt und ist ausschließlich für Forschungszwecke in Laboren gedacht […] anders als behauptet, sind sie nicht gesundheitsschädlich, die EMA hat die Impfung und somit auch deren Bestandteile zugelassen. Dass die Bestandteile bei der Zulassung der mRNA-Impfstoffe geprüft wurden, bestätigte uns auch das Paul-Ehrlich-Institut (PEI) auf Anfrage.“

## Kriegspropaganda für den russischen Einmarsch in die Ukraine
Neun Tage vor Beginn des russischen Überfalls auf die Ukraine war Thomas Röper am 15. Februar 2022 zusammen mit der deutsch-russischen Propagandistin Alina Lipp, die mit Rossija Sewodnja (Russland heute) eine Kooperation eingegangen war, Gast bei der Konferenz Geopolitischer Krieg des Westens gegen Russland: Fall Ukraine in Moskau, organisiert von der Russischen Gesellschaftskammer (OPRF). Unter den zwei Dutzend Teilnehmern waren Infokriegs-Spezialisten, die Misstrauen an „westlichen Darstellungen“ säen, beispielsweise der St. Petersburger Fernsehchef Alexander Malkewitsch sowie Maxim Grigoriev, der durch seine Rechtfertigung der russischen Annexion der Krim 2014 und durch seine Propaganda für den russischen Militäreinsatz in Syrien bekannt wurde.

### Falschbehauptung zum Geburtsklinik-Angriff in Mariupol
In seinem Artikel Russland bombardiert eine Geburtsklinik? Marianna und die neue Brutkastenlüge zum russischen Geburtsklinik-Angriff in Mariupol in der Ukraine vom 9. März 2022, bei dem es mehrere Tote und Verletzte gab, behauptete Thomas Röper, dass die Personen auf den kurz nach dem Angriff vor Ort erstellten Fotos und Videos Schauspieler seien. Dies werde dadurch bewiesen, dass die hochschwangere Instagram-Beauty-Bloggerin Marianna Podgurskaja auf zwei Bildern zu sehen sei, einmal gehend und einmal auf einer Trage in anderer Kleidung. Laut mehreren Faktenprüfern ist die Frau auf der Trage aber eine ältere Frau mit anderen Gesichtszügen. Nach Angaben des ukrainischen Außenministeriums starben diese Frau und ihr ungeborenes Kind später.
Weiter übernahm Thomas Röper die Behauptung der russischen Botschaft, dass die Klinik geräumt gewesen sei und zu einem Stützpunkt des rechtsextremen Asow-Bataillons umfunktioniert wurde. Doch Fotos und Videos beweisen, dass die Klinik zum Zeitpunkt des Angriffs in Betrieb war und dort Frauen und Kinder behandelt wurden. Für die Behauptung, dass die Klinik für militärische Zwecke verwendet worden ist, gibt es laut Correctiv keine Belege.

### Falschbehauptungen zum Massaker von Butscha
Beim Massaker von Butscha 2022, das Russland zugeschrieben wird, übernahm Thomas Röper die russische Propaganda. Er behauptete im Artikel Warum die Meldungen über angebliche russische Kriegsverbrechen in Butscha eine Lüge sind, dass Videos, die Leichen auf der Straße zeigen, erst am 4. April veröffentlicht worden seien und nicht gleich am ersten Tag, als ukrainische Truppen in Butscha zurückgekehrt waren. Doch bereits am Tag der Rückkehr am 1. April waren Videos mit Leichen auf den Straßen von Butscha veröffentlicht worden.
In einem weiteren Artikel sieht Thomas Röper ein Video, das am 1. April 2022 veröffentlicht wurde, als Beleg an, dass es vor dem Abzug der russischen Truppen keine Leichen in Butscha gegeben habe. Auf dem Video sprach der Bürgermeister von Butscha, Anatoly Fedoruk, von der Befreiung der Stadt. Dabei sagte er laut Röper „kein Wort“ über Leichen in Butscha. Doch bereits Anfang März hatte der Bürgermeister berichtet, man könne Tote nicht von den Straßen bergen, da dies zu gefährlich sei. Am 4. April berichtete er erneut von vielen Leichen in Butscha. Weiter gibt es Satellitenaufnahmen von Mitte März, die Leichen auf den Straßen zeigen, sowie Augenzeugen, die von Gewalt, Vergewaltigungen und Morden der russischen Truppen berichten.
Im April 2022 behauptete Thomas Röper in einem weiteren Beitrag zu Butscha, dass ein Video der ukrainischen Polizei vom 2. April beweise, dass es kein russisches Massaker in Butscha gegeben habe, da im Video keine Leichen zu sehen seien und das Massaker müsse nach dem 2. April geschehen sein, als ukrainische Kräfte die Stadt bereits wieder übernommen hatten. Laut Correctiv sind im Video hingegen zwei Leichen zu sehen, sowie unter anderem auf Satellitenaufnahmen von Mitte März tote Menschen in den Straßen Butschas, also bevor die russischen Soldaten abgezogen sind.

### Verschwörungsmythen über US-Biolabore in der Ukraine
Gemäß Thomas Laschyk vom Volksverpetzer verbreitete Thomas Röper auf Anti-Spiegel Verschwörungsmythen über angebliche US-Biowaffenlabore in der Ukraine. So „geistert dieser Mythos seit Beginn von Putins Angriffskrieg gegen die Ukraine auf verschwörungsideologischen Desinformationsseiten und gefährlichen Fake-News-Schleudern herum“.

### Falschbehauptung zur Unterrichtsbroschüre der Landeszentrale für politische Bildung Baden-Württemberg
Thomas Röper behauptete im April 2022 in einem Artikel Unterricht an deutschen Schulen, dass im Unterrichtsmaterial der Landeszentrale für politische Bildung Baden-Württemberg russische Soldaten als „blutrünstige Monster“ bezeichnet würden. Allerdings zeigt die Karikatur auf der Frontseite russische Soldaten in einem russischen Fahrzeug, die auf dem Weg nach Kiew erklären, Ukrainer „sehen aus wie Menschen, aber es sind blutrünstige, hasserfüllte Monster…!“. Im Artikel vergleicht Röper die Landeszentrale mit Nazi-Propagandaminister Joseph Goebbels und unterstellt den Grünen, sich Methoden der Nazis abzuschauen.

### Fehlender zeitlicher Kontext bei „USA erhöhen Import von russischem Öl“
Thomas Röper behauptete am 4. April 2022 in anti-spiegel.ru, dass die USA die EU dränge, auf russisches Öl und Gas zu verzichten; allerdings hätten die USA eine Woche zuvor ihre Käufe von russischem Öl um über 40 Prozent erhöht. Faktenprüfer von Correctiv bestätigten, dass die Importe zwischen dem 18. und 25. März tatsächlich um 40 Prozent gestiegen waren, in der Woche darauf lagen sie aber nahezu bei Null. Die USA hätten zudem am 8. März 2022 einen Importstopp für russisches Öl verhängt, und bis zum 22. April sollten bestehende Verträge abgewickelt werden.

### Angebliche Annexion der West-Ukraine durch Polen
Im Mai 2022 behauptete Thomas Röper, der polnische Präsident Andrzej Duda habe in einer Rede offen über eine geplante Annektierung der West-Ukraine durch Polen gesprochen. Der Artikel von Thomas Röper ist eine Übersetzung eines russischen Berichts, der auf einer Szene in der russischen Fernsehsendung „Vesti Nedeli“, die im staatlichen Sender Rossija 1 ausgestrahlt wird, zurückgeht. Laut Correctiv hat Andrzej Duda in seiner damaligen Rede den Zusammenhalt zwischen der Ukraine und Polen betont, erwähnt eine angebliche Annexion jedoch mit keinem Wort.

### Leugnung von Fällen von Vergewaltigungen durch russische Soldaten
Am 9. Juni 2022 schrieb Thomas Röper, alle Berichte über Vergewaltigungen durch russische Soldaten seien „frei erfunden“ gewesen, dies hätte Kiew selbst eingestanden, es gebe keinen einzigen bestätigten Fall. Anlass für seinen Artikel war die Entlassung der ukrainischen Ombudsfrau für Menschenrechte, Ljudmyla Denissowa, die zuvor über Vergewaltigungen durch russische Soldaten berichtet hatte. Thomas Röper schrieb laut dpa fälschlicherweise, sie sei vom ukrainischen Parlament entlassen worden, weil sie „zu viel gelogen“ habe, sie habe sich alle Meldungen aus der Ukraine über Vergewaltigungen durch russische Soldaten ausgedacht.
Als tatsächlicher Hauptgrund wurde ihr vorgeworfen, sie habe sich nicht ausreichend um ihre Pflichten zur humanitären Arbeit während des Krieges gekümmert und zu viel Zeit im Ausland verbracht. Ein Parlamentarier warf ihr zudem taktlose und unbelegte Aussagen über angebliche russische Sexualdelikte vor, die der Ukraine geschadet hätten. Denissowa rechtfertigte sich in einem Interview, dass sie gemäß ihrem Mandat gar nicht das Recht habe, selbst Ermittlungen durchzuführen. Sie kümmere sich um die Opfer, sie schütze die Bürger und informiere darüber. Sie räumte aber ein, dass das von ihr verwendete Vokabular „sehr harsch“ gewesen sei, „in der Tat, vielleicht habe ich übertrieben“. Sie habe versucht, die Welt davon zu überzeugen, Waffen bereitzustellen und Druck auf Russland auszuüben.
Daraus folgt laut dpa aber nicht, dass es keine Vergewaltigungsfälle gegeben habe. Die Leiterin der UN-Beobachtermission für Menschenrechte in der Ukraine bestätigte in einer Pressekonferenz, dass die Mission weiterhin Meldungen zu „Vergewaltigungen, einschließlich Gruppenvergewaltigung, versuchter Vergewaltigung, erzwungener Nacktheit und Androhung sexueller Gewalt gegen zivile Frauen und Mädchen, Männer und Jungen“ erhalte. Bei ihrem letzten Besuch in Städten nördlich von Kiew seien eine Reihe von Fällen sexueller Gewalt dokumentiert worden.
Auch der UN-Sonderbeauftragten für sexuelle Gewalt bei Konflikten Pramila Patten liegen mutmaßliche Fälle von konfliktbezogener sexueller Gewalt gegen Frauen, Mädchen, Männer und Jungen in verschiedenen ukrainischen Städten und Regionen vor. Medien und Menschenrechtsorganisatoren haben Fälle von sexueller Gewalt dokumentiert, unter anderem die New York Times, die BBC, die Londoner Times, die Deutsche Welle, Sky News, Meduza, Amnesty International und Human Rights Watch. Experten gehen von einer hohen Dunkelziffer aus. Auch wurde laut Generalstaatsanwältin der Ukraine ein erster Vergewaltigungsfall gegen einen russischen Soldaten bei Gericht eingereicht.

### Manipulierter Screenshot zu einem Zeit-Artikel
Thomas Röper behauptete im Juli 2022, Die Zeit hätte in einer Reportage über ukrainische Soldaten nachträglich zwei Sätze online entfernt. In der entfernten Passage geht es um Geschlechtskrankheiten und Affenpocken. Als Beleg publizierte er einen angeblichen Screenshot des Artikels, der vor der angeblichen Kürzung entstanden sein soll. Der Zeitverlag erklärte, die angeführte Passage habe sich „zu keiner Zeit“ in dem fraglichen Text befunden, es sei weder nachträglich etwas hinzugefügt noch gekürzt worden. „Hier handelt es sich offenkundig um einen Fall von Fake News mit dem Ziel, die Menschen irrezuführen“, ergänzte der Verlag.

### Gefälschter Bericht der RAND Corporation „Schwächung Deutschlands, Stärkung der USA“
Im September 2022 veröffentlichte Thomas Röper auf Anti-Spiegel ein ihm angeblich zugespieltes geheimes Dokument mit dem Titel „Schwächung Deutschlands, Stärkung der USA“, als dessen Urheber der US-Thinktank RAND Corporation angegeben wurde und das einen Monat vor dem russischen Überfall auf die Ukraine entstanden sein sollte.
Demgemäß hätten die Vereinigten Staaten den russisch-ukrainischen Krieg herbeigeführt, um „mit Hilfe der Grünen“ die „Zerstörung der deutschen Wirtschaft“ herbeizuführen. Die Deutsche Presse-Agentur bewertete die Echtheit des Dokumentes als „äußerst fragwürdig“. Auch gebe es keine Belege über angebliche Pläne der USA, der deutschen Wirtschaft zu schaden. Der Agentur sind auf dem angeblichen Deckblatt unübliche Abkürzungen aufgefallen, und sie findet es fragwürdig, warum das Democratic National Committee (DNC), das nationale Organisationsgremium der Demokratischen Partei, mit angegeben sei. Das DNC ist hauptsächlich für die Koordinierung des Fundraising und der Wahlkampfstrategie zuständig, hat aber sonst wenig politische Macht und ist nicht Teil der Regierung. Für den Volksverpetzer ist das Papier eindeutig gefälscht, es sei ein Versuch, von der Verantwortung Russlands abzulenken, und inszeniere stattdessen die Vereinigten Staaten als schuldigen Strippenzieher. Die RAND Corporation bezeichnete den „angeblich durchgesickerte[n] RAND-Bericht über eine bizarre US-Verschwörung zur 'Schwächung Deutschlands'“ als gefälscht und verwies auf eine Rubrik ihrer Website mit eigenen Analysen, Recherchen und Kommentaren über den Krieg in der Ukraine.

## Rezeption
Die Austria Presse Agentur kommentierte zwei Blog-Beiträge von Thomas Röper zum Massaker von Butscha: „In Sozialen Medien und tendenziösen Online-Blogs [wie Anti-Spiegel] werden hingegen oftmals unbelegte und falsche Narrative des russischen Verteidigungsministeriums wiedergegeben.“
Für das ZDF-Fernsehmagazin Frontal erreichen „Röper und [Alina] Lipp ein Publikum, das deutschen Medien misstraut und bei deutschen Politikern Verschwörung wittert.“
Röpers Blog Anti-Spiegel propagiert „fundierte Medienkritik“. Dies kommentiert der Volksverpetzer am Beispiel eines Blog-Beitrags von Thomas Röper zum Geburtsklinik-Angriff in Mariupol: „Aber was ist daran fundiert, wenn man 1:1 russische Propagandalügen abschreibt und zwar ohne einen einzigen Beleg?“
Das CeMAS – Center für Monitoring, Analyse und Strategie rechnete Anti-Spiegel während der ersten Woche des russischen Angriffskriegs gegen die Ukraine zu den meistgeteilten „alternativen“ Nachrichtenseiten unter den deutschsprachigen verschwörungsideologischen Telegram-Kanälen und -Gruppen.
Laut dem Fernsehmagazin Monitor der ARD vom 21. April 2022 verbreitet Anti-Spiegel von Thomas Röper russische Kriegspropaganda in Deutschland, vor allem auch nachdem Röper als Kriegsreporter mit der russischen Armee unterwegs war. Zum Beispiel war er Anfang März 2022 in der von Russland in den ersten Kriegstagen im Februar 2022 besetzten Stadt Melitopol im Süden der Ukraine.
Der Politikwissenschaftler Markus Linden zählt Anti-Spiegel zu einer Reihe von „radikaloppositionelle[n] Portale[n]“, die „schon gegen eine angebliche Corona-Diktatur“ polemisierten und die sich „heute als einseitige Claqueure des russischen Angriffskriegs gegen die Ukraine“ betätigen würden.
Im Juni 2022 reichte der österreichische Abgeordnete Gerald Hauser von der rechtspopulistischen FPÖ eine parlamentarische Anfrage an Nationalratspräsident Wolfgang Sobotka (ÖVP) ein. Darin fragt er unter anderem: „Ist Ihnen bekannt, dass Corona-Pandemie [sic] seitens der Eliten seit Jahren vorbereitet wurde?“ Und: „Da mittlerweile offensichtlich ist, dass die Pandemie vorbereitet wurde, wie werden Sie diese Erkenntnisse bei Ihren Entscheidungen zu den Corona Maßnahmen in der Zukunft berücksichtigen?“ Dabei stützte sich Gerald Hauser auf das Buch Inside Corona. Die Pandemie, das Netzwerk & die Hintermänner von Thomas Röper. Für Puls 24 bedient sich Thomas Röper beim Thema Corona unter anderem der Verschwörungserzählungen vom „Great Reset“, wonach Eliten und weltweite Organisationen an einem weltweiten Neustart arbeiten würden.

## Veröffentlichungen
- Vladimir Putin. Seht Ihr, was Ihr angerichtet habt? J. K. Fischer Verlag, Gelnhausen 2018, ISBN 978-3-941956-96-4 (Anthologie).
- Ukraine Krise 2014. Das erste Opfer des Krieges ist die Wahrheit. Wie der neue kalte Krieg begann. J. K. Fischer, Gelnhausen 2019, ISBN 978-3-941956-78-0.
- Putins Plan – „Mit Europa und den USA endet die Welt nicht.“ – Wie das westliche System sich gerade selbst zerstört und was Russland wirklich will. J. K. Fischer Verlag, Gelnhausen 2022
- Spieglein, Spieglein in der Hand, wer lügt am meisten im ganzen Land? J. K. Fischer, Gelnhausen 2020, ISBN 978-3-96850-126-0.
- Abhängig beschäftigt. Wie Deutschlands führende Politiker im Interesse der wirklich Mächtigen handeln. 2. Auflage. J. K. Fischer, Gelnhausen 2021, ISBN 978-3-96850-002-7.
- Inside Corona. Die Pandemie, das Netzwerk & die Hintermänner. J. K. Fischer Verlag, Gelnhausen 2020, ISBN 3-96850-008-3.
- Das Ukraine-Kartell. Das Doppelspiel um einen Krieg und die Millionen-Geschäfte der Familie des US-Präsidenten Biden. 2023.

Nach dem Konkurs des J. K. Fischer Verlags erschienen ab 2024 einzelne Bücher im Kopp-Verlag.